# José D'Elía

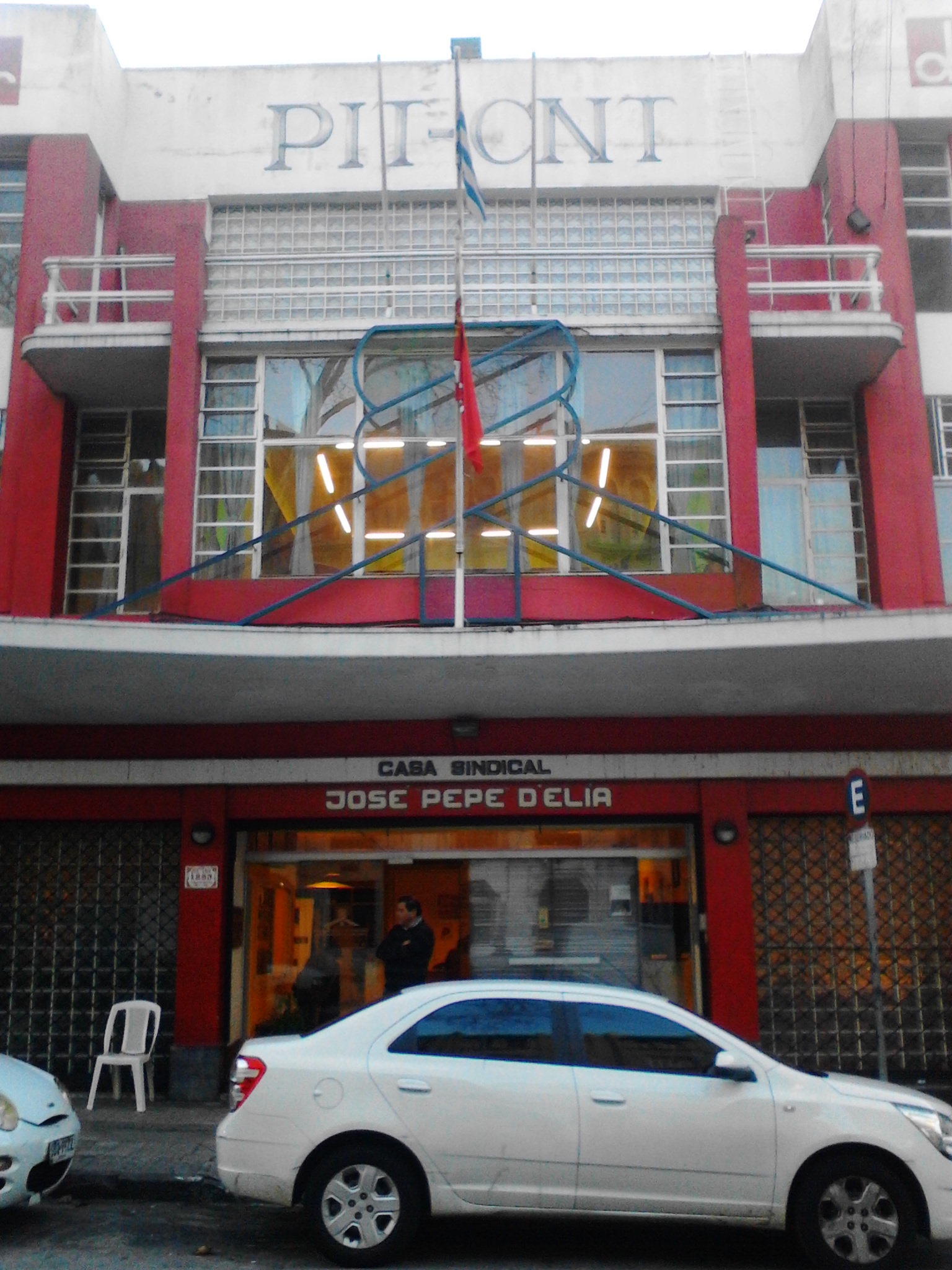
La sede central del PIT-CNT lleva el nombre de José D'Elía.

José D'Elía Correa (Treinta y Tres, 21 de junio de 1916 - Montevideo, 29 de enero de 2007) fue un sindicalista y político uruguayo.

## Biografía
Su padre, Germán D’Elía, fue un coronel del Ejército vinculado al Riverismo, sector conservador del Partido Colorado liderado por Pedro Manini Ríos. Su madre, Elisa Correa, hija de un hacendado brasileño establecido en Rocha, era fervientemente católica y siempre se manifestó preocupada por la cuestión social.
Empleado en el ramo de comercio, desde muy joven participó en la actividad sindical, así como en movimientos de apoyo a la II República Española durante la guerra civil española, y de combate a los movimientos nazis y fascistas. Integró la Federación Uruguaya de Empleados del Comercio y la Industria (FUECI), y como tal participó en 1942 en la creación de la Unión General de Trabajadores (UGT), de la que fue elegido prosecretario general. En 1945 participó en la fundación de la Federación Sindical Mundial, como delegado uruguayo. Asimismo, en el plano político, militó desde su juventud en el Partido Socialista, de cuya rama juvenil fue cofundador. En el período comprendido entre 1964 y 1966, fue protagonista fundamental de la última fase de la unificación del movimiento sindical uruguayo, que finalizó con la creación de la Convención Nacional de Trabajadores (CNT), de la que D'Elía fue presidente. 
Durante la dictadura militar fue proscripto y perseguido, si bien no llegó a estar encarcelado. En ese tiempo contribuyó a la formación del Plenario Intersindical de Trabajadores que se conforma en 1984 como PIT-CNT. Ese mismo año, en las primeras elecciones tras el régimen militar, D'Elía, que fue cofundador del Frente Amplio y miembro de su Plenario Nacional durante largos años, fue candidato a Vicepresidente de la República por dicha fuerza política en noviembre de 1984, acompañando a Juan José Crottogini, en fórmula alternativa presentada por el Frente Amplio debido a la proscripción de su máxima figura, el General Líber Seregni. 
En 1993 renunció a la Secretaría del PIT-CNT, siendo designado su Presidente honorario. Entre 2000 y 2003 integró la Comisión para la Paz, creada para investigar el paradero de los detenidos-desaparecidos durante la dictadura militar, en representación de la central sindical.
En febrero de 2005 la Universidad de la República lo nombró doctor honoris causa por su "notable contribución a la cultura y el bienestar del pueblo uruguayo". Fue el primer no universitario en recibir este galardón por parte de dicha casa de estudios, en un homenaje por su trayectoria, que lo convirtió en un símbolo y referente indiscutible del movimiento obrero uruguayo.
Falleció en 2007 y fue sepultado en el Cementerio del Norte de Montevideo.
Como homenaje póstumo, en el año 2014 el Banco de Previsión Social y la Comisión Nacional de Homenaje a José “Pepe” D'Elía organizaron un acto en el que se designó con su nombre al edificio sede de Prestaciones Sociales del BPS, ubicado en la avenida 18 de julio de 1720 esquina Magallanes, en Montevideo.